# Olímpico Pirambu Futebol Clube
El Olímpico Pirambu Futebol Clube es un equipo de fútbol de Brasil que actualmente se encuentra inactivo.

## Historia
Fue fundado el 4 de octubre de 1931 en el municipio de Aracaju con el nombre Siqueira Campos Futebol Clube por un grupo de militares de la región. En 1939 cambiaron su nombre por el de Olímpico Futebol Clube.
En los periodos del fútbol aficionado en el estado de Sergipe el club ganó el Campeonato Sergipano en dos ocasiones durante la década de los años 1940 de manera consecutiva, pero los peores momentos del club llegan en los años 1990 durante el profesionalismo que lo forzaron a mudarse al municipio de Itabi en 1996 por problemas financieros, en 1997 tuvo como sede primero al municipio de Carmópolis y en medio año se mudan a Lagarto.
En 2005 se mudan al municipio de Pirambu y cambia su nombre por el que tiene actualmente. En ese año gana el título de la segunda división estatal y logra regresar al Campeonato Sergipano por primera vez como equipo profesional. En 2006 es campeón estatal por tercera ocasión, la primera como liga profesional y con ello logra la clasificación al Campeonato Brasileño de Serie C de ese año y a la Copa de Brasil de 2007.
En la tercera división nacional fue eliminado en la primera ronda al terminar en tercer lugar de su zona donde solo superó al Ipitanga del estado de Bahía.
En la Copa de Brasil de 2007 fue eliminado en la primera ronda por el SC Corinthians Paulista del estado de Sao Paulo al empatar 1-1 en partido de ida y perder 0-3 en el de vuelta. En el Campeonato Sergipano de ese año no pudo ser campeón y fue eliminado en la primera ronda al terminar en quinto lugar de la fase de clasificación.
El club se ha mantenido inactivo desde que descendió del Campeonato Sergipano en 2008, influenciado por la falta de recursos que le dio su benefactor, el diputado André Moura, quien desvió 1.4 millones de reales de fondo públicos para financiar al club.

## Palmarés
- Campeonato Sergipano: 3

1946, 1947, 2006
- Campeonato Sergipano Serie A2: 3

1985, 1987, 2005